# Čerňovice
Čerňovice jsou obec v okrese Plzeň-sever v Plzeňském kraji. Žije zde 198 obyvatel. Ve vesnici jsou dva rybníčky, obtéká ji z obou stran Úterský a Žebrácký potok. Na jihu od obce se nachází přírodní památka Čerňovice.

## Historie
První písemná zmínka o obci pochází z roku 1219.

## Obyvatelstvo
| Rok            | 1869 | 1880 | 1890 | 1900 | 1910 | 1921 | 1930 | 1950 | 1961 | 1970 | 1980 | 1991 | 2001 | 2011 | 2021 |
| -------------- | ---- | ---- | ---- | ---- | ---- | ---- | ---- | ---- | ---- | ---- | ---- | ---- | ---- | ---- | ---- |
| Počet obyvatel | 302  | 290  | 307  | 323  | 333  | 323  | 320  | 210  | 204  | 184  | 148  | 111  | 105  | 139  | 196  |
| Počet domů     | 46   | 52   | 55   | 58   | 58   | 62   | 66   | 90   | 47   | 53   | 49   | 54   | 61   | 63   | 72   |

## Obecní správa
Mezi lety 1869–1976 Čerňovice byly obcí v okrese Stříbro (1869–1950) a později v okrese Plzeň-sever. Od 30. dubna 1976 do 31. prosince 1992 patřily jako část obce k Pernarci a od 1. ledna 1993 jsou opět samostatnou obcí.

### Obecní symboly
Znak a vlajka byly obci uděleny rozhodnutím předsedy Poslanecké sněmovny Parlamentu České republiky dne 12. prosince 2008.

## Pamětihodnosti
- Roubená stavba čp. 3 z počátku devatenáctého století
- Kaple z roku 1936
- Přírodní památka Čerňovice